# Ladenbergia stenocarpa
Ladenbergia stenocarpa là một loài thực vật có hoa trong họ Thiến thảo. Loài này được (Lamb.) Klotzsch mô tả khoa học đầu tiên năm 1846.